# FPM DRAM

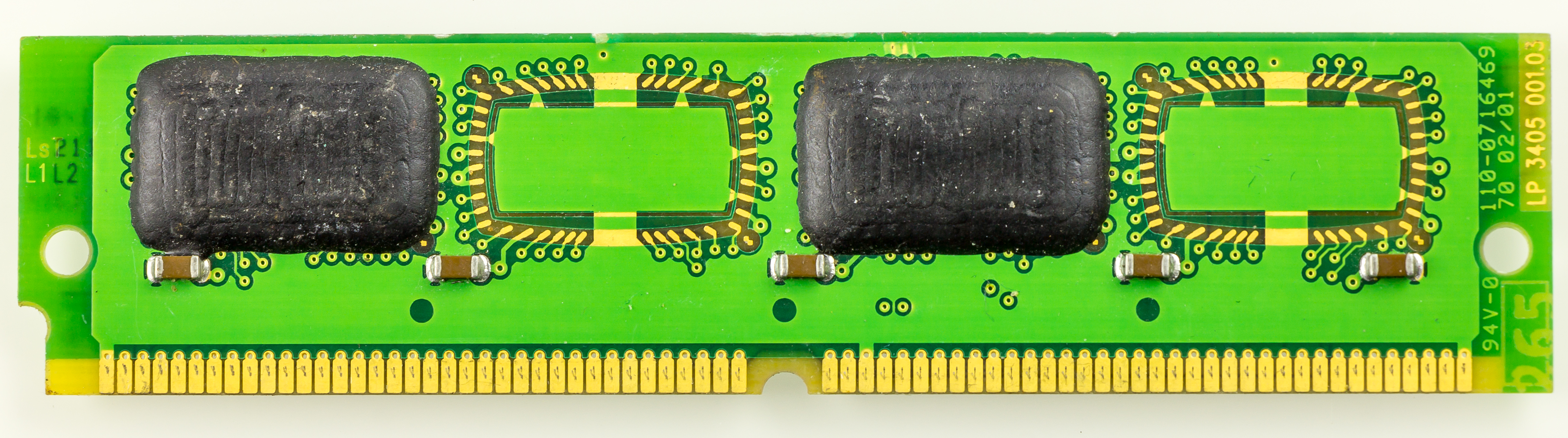
SIMM FPM DRAM

FPM DRAM (Fast Page Mode DRAM) – pamięć dynamiczna w której wprowadzono tryb pracy Fast Page Mode. 
W pamięciach DRAM stosowano przesyłanie adresu komórki w dwóch częściach zwanych wierszem i kolumną. W pamięciach poprzedzających FPM DRAM w każdym cyklu odczytu i zapisu trzeba było przesłać adres wiersza, następnie adres kolumny. W pamięciach FPM wprowadzono możliwość odczytu i zapisu komórek z tego samego wiersza co poprzednio odczytywana/zapisywana podając jedynie adres kolumny bez podawania adresu wiersza. Rozwiązanie to skróciło czas kolejnych odczytów/zapisów pamięci z komórek położonych w tym samym wierszu.
Wprowadzona została w czasach procesorów 486, była używana z wczesnymi wersjami procesorów Pentium, pracowała z częstotliwością magistrali zewnętrznej procesora (66 MHz). Pamięć FPM była instalowana w modułach typu SIMM, do pracy z procesorem o 64 bitowej szynie danych (Pentium) była instalowana parami.
Pamięć FPM DRAM została zastąpiona przez EDO DRAM.